# Cerura vinula
Cerura vinula és una espècie de lepidòpter ditrisi de la família dels notodòntids (Notodontidae). Té una distribució Paleàrtica.

## Descripció
Cerura vinula té una envergadura de 58 a 75 mm, els mascles són lleugerament més petits que les femelles. Tenen els marges de l'ala blancs o groguencs-gris, amb línies fosques. La part posterior de les ales són lleugerament grises i en les femelles són gairebé transparents. El cos és blanquinós-gris i porta bandes negres sobre l'abdomen. El període de vol s'estén d'abril a l'agost, cosa que depèn de l'altitud dins una generació. Les plantes amfitriones són el salze i l'àlber, especialment el trèmol (Populus tremula.)
Les femelles ponen ous amples, marrons de color xocolata d'1,5 mil·límetres d'amples, hemisfèrics en el costat superior de les fulles de les seves plantes alimentàries.
Les erugues mesuren aproximadament 80 mm. Són de color verd lleuger brillant i tenir solen dur una retxa marró fosca perfilant en patró dorsal blanc. Les erugues joves són completament negres. El final de l'abdomen acaba en una forquilla formada per dos flagells de color vermell molt fosc. L'arna sobreviu l'hivern com a pupa en un capoll reforçat, subjectat a un arbre o pol.
Les erugues tenen un comportament defensiu notable. Quan són molestades, copegen una posa defensiva que aixeca el cap amb una àrea vermellosa i cues extensibles. Poden amollar àcid fòrmic a l'atacant si l'avís de defensa és ignorat.

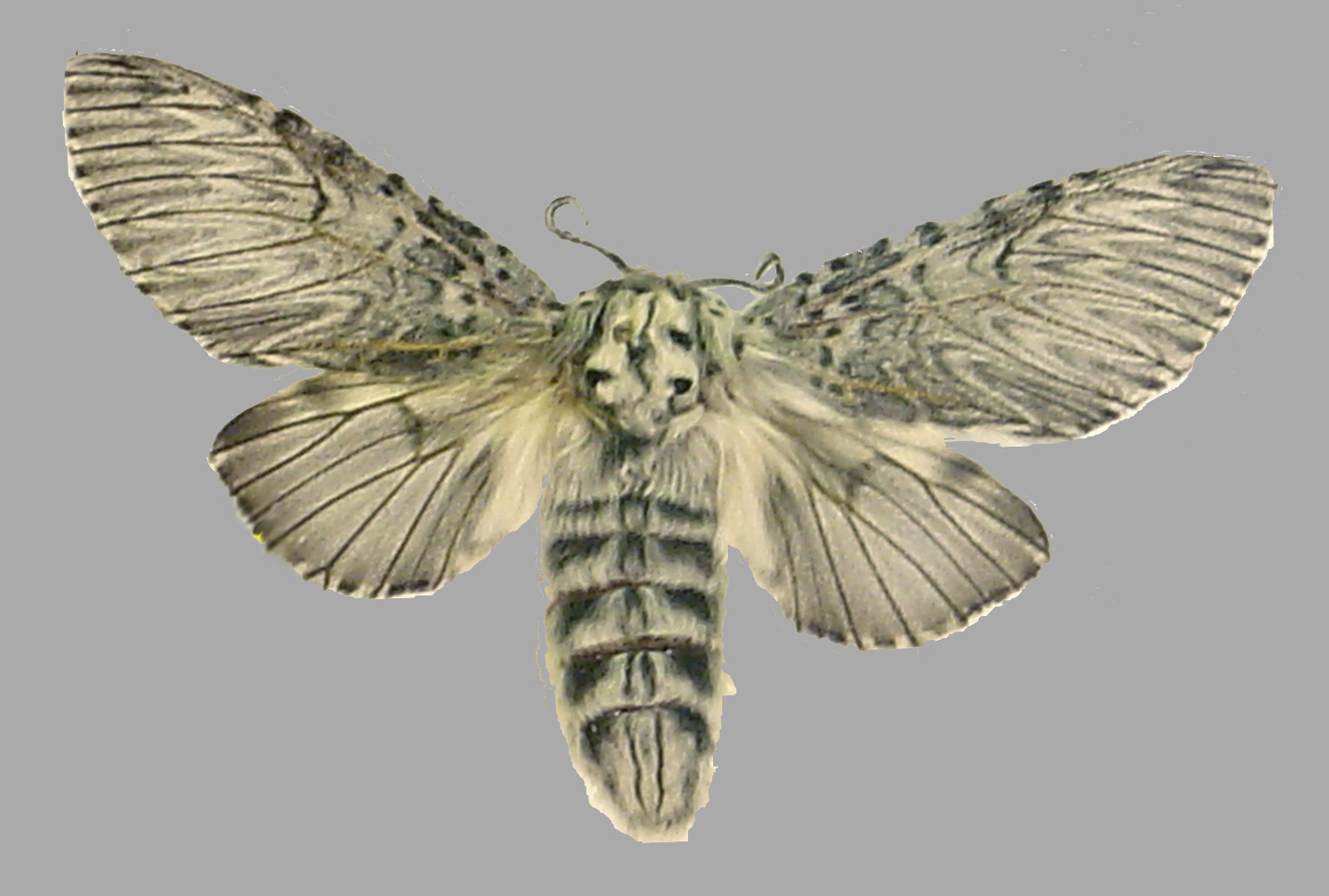
Espècimen muntat
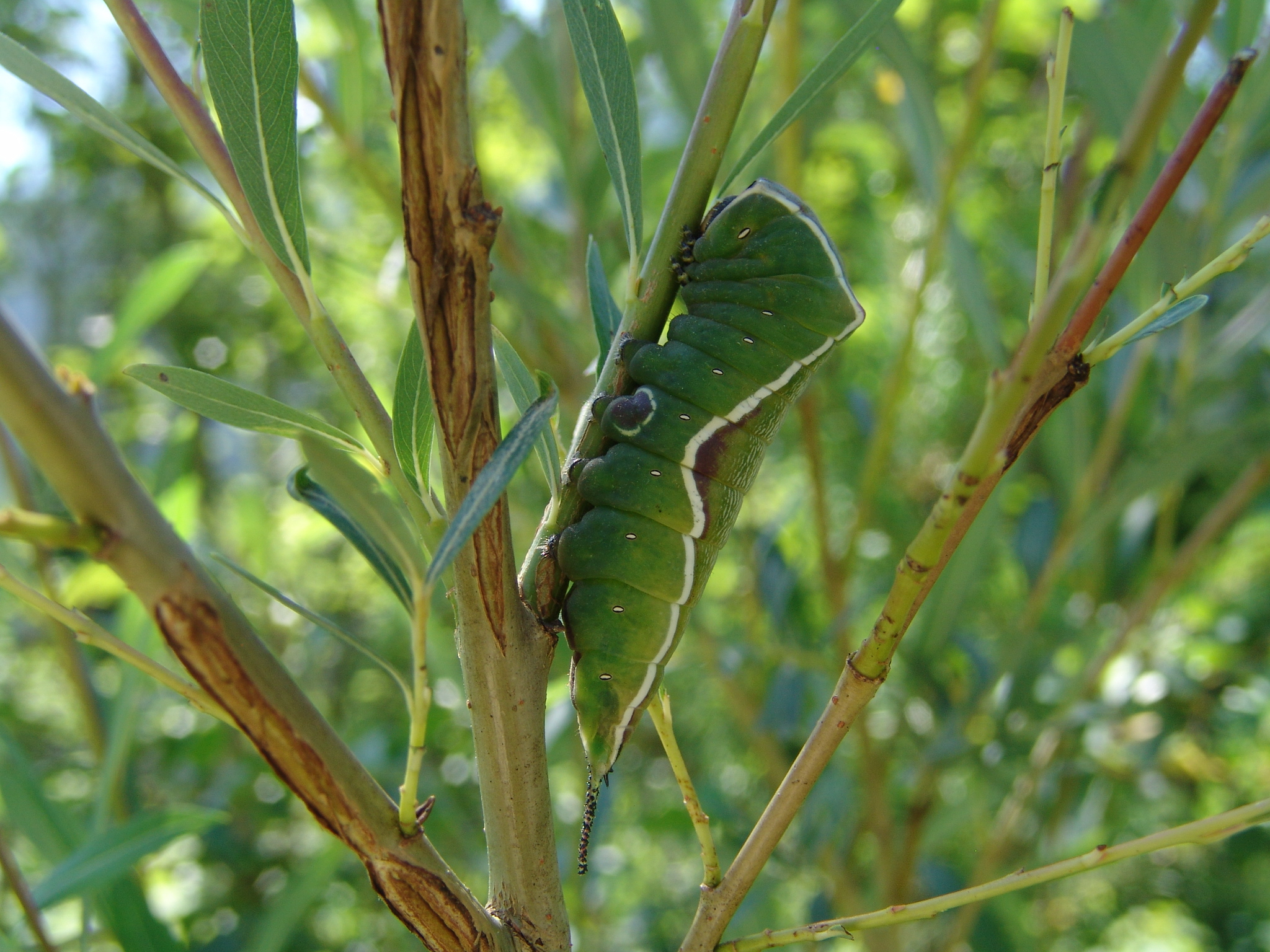
Eruga
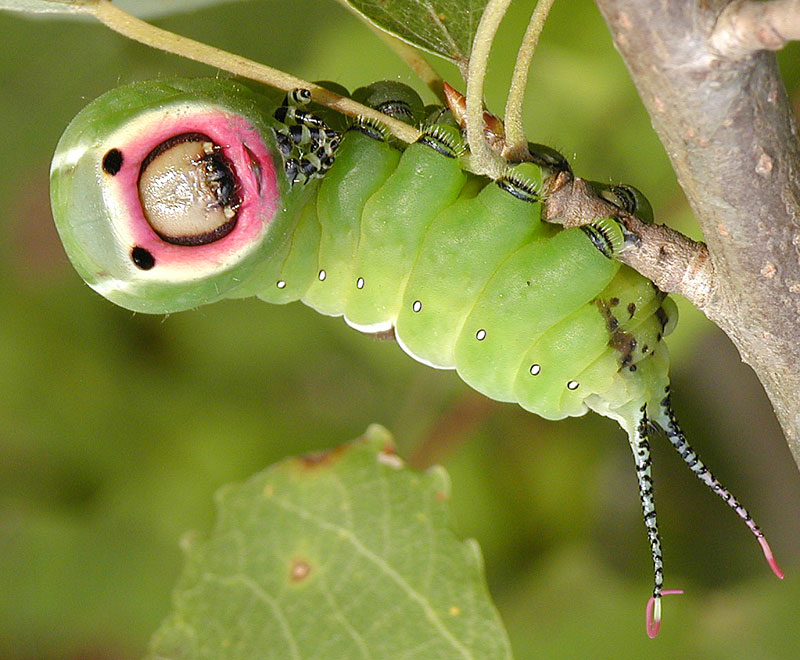
Eruga vista frontal
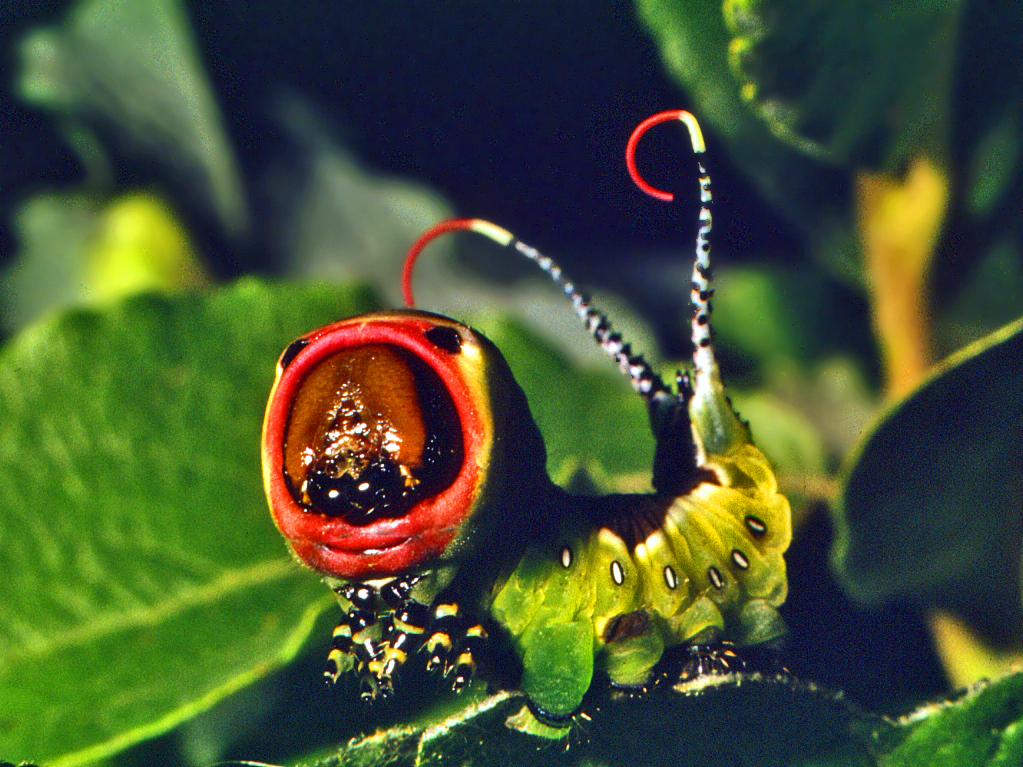
Eruga en posa defensiva

## Distribució
L'arna és una espècie Paleàrctica i viu per tot arreu d'Europa, a través d'Àsia temperada a la Xina i en Àfrica Del nord.

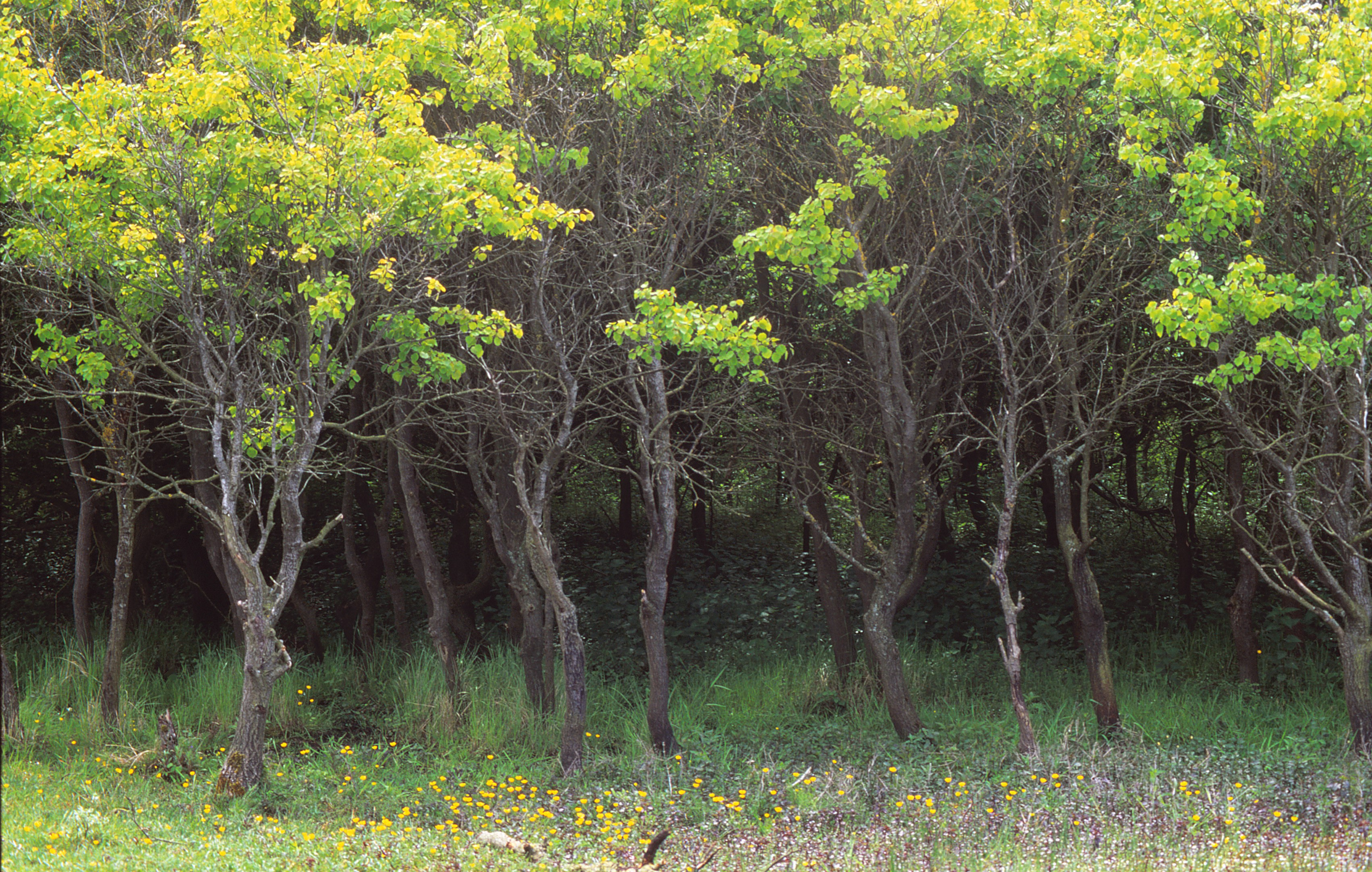
Hàbitat.Zuid-Kennemerland, Netherlands.

## Hàbitat
Aquesta arna majoritàriament viu dins àrees boscoses molt denses, 